# Nostima versifrons
Nostima versifrons är en tvåvingeart som beskrevs av Ichiro Miyagi 1977. Nostima versifrons ingår i släktet Nostima och familjen vattenflugor. Inga underarter finns listade i Catalogue of Life.